# مايلز كينلوك
مايلز كينلوك (بالإنجليزية: Myles Kenlock)‏ هو لاعب كرة قدم إنجليزي محترف يلعب كظهير أيسر لنادي بارو.

## روابط خارجية
- مايلز كينلوك على موقع قاعدة بيانات كرة القدم.إي يو (الإنجليزية)
- مايلز كينلوك على موقع Soccerbase.com (لاعب) (الإنجليزية)